# 駕駛者可控式中央差速器
駕駛者可控式中央差速器縮寫成「DCCD」，為日本富士重工業自1990年代發展的電子控制機械式限滑差速器技術。

## 概要與發展歷程
關於富士重工業發展四輪驅動的歷程，可追溯自1972年9月1日推出附機械式切換4WD機構的第一代Leone，接著第二代Leone在1981年11月1日發售搭載三速自排變速箱的4WD車型，驅動後輪用的加力箱採用全球首創的「電子控制油壓多板離合器（（日語）電子制御油圧多板クラッチ，（英文）Multi Plate Transfer，縮寫成MP-T）」機構。1987年10月第三代Leone則搭載ACT-4電子式前後扭力分配系統（（英文）Electro Active Torque-Split）可藉由中央耦合差速器的控制，平常駕駛時90％的動力會輸出給前輪以節省油耗，遇到打滑時則以前、後輪各50％的比例傳輸動力。第一代Legacy於1989年上市，裝置了黏性耦合中央限滑差速器；1991年面世的Alcyone SVX則搭配了可變式扭力分配系統（（英文）Variable Torque Distribution，縮寫成VTD），前、後輪分別以36％與64％的比例來傳輸動力，以確保在結冰路面的驅動力。
至於注重機械控制的DCCD包含了前、中、後三組差速器：前輪為螺旋式限滑差速器加上加力箱；中間為電控中央離合器式差速器和行星齒輪組；後輪則為托森式限滑差速器和主減速器的組合。中央差速器的電磁式離合片是用來分配前後軸的扭矩，預設（中央差速器未作動）的傳動比例為前軸41%、後軸59%，所以車輛呈現後輪驅動之特性。當中央差速器作動後，變速箱輸出軸和後橋輸出軸相互結合，按0：100之比例分配扭力給前、後軸。由於採用電磁離合片，透過控制離合器的結合力度可以多段調節前、後軸的動力分配。雖然電磁離合片的反應速度快，但反過來說結合時會產生頓挫感。

## 內部連結
- 差速器
- 限滑差速器

## 外部連結
- 鳳凰網汽車：電子離合式四輪驅動系統解析（上篇）
- AutoNet:昂宿六星的技術堅持，SUBARU歡慶Symmetrical AWD量產40周年